# Sagmatocythere multifora
Sagmatocythere multifora is een mosselkreeftjessoort uit de familie van de Loxoconchidae. De wetenschappelijke naam van de soort is voor het eerst geldig gepubliceerd in 1865 door Norman.